# Àngel Rangel
Àngel Rangel (wym.  [ˈanʒəɫ rənˈʒɛɫ], ur. 28 listopada 1982 roku w Sant Carles) – hiszpański piłkarz, zawodnik Swansea City w Premier League.
Początkowo grał w Tortosa, następnie występował w Reus, Girona, Sant Andreu i Terrassa. W 2007 roku przeszedł do Swansea City.